# Виркола, Томми
Томми Виркола (норв. Tommy Wirkola; род. 6 декабря 1979) — норвежский кинорежиссёр, сценарист, продюсер, монтажёр, актёр. Известность ему принёс фильм в жанре комедия ужасов «Операция „Мёртвый снег“» и его продолжение.

## Биография
Родился в городе Альта. Первый фильм выпустил в 2006 году. В 2007 году снял пародию на фильм Квентина Тарантино «Убить Билла». В 2012 году стал одним из авторов идеи и сценаристов сериала «Адский фьорд».

## Фильмография

### Актёр
| Год  |   | Русское название                              | Оригинальное название                      | Роль           |
| ---- | - | --------------------------------------------- | ------------------------------------------ | -------------- |
| 2007 | ф | Убить Булью                                   | Kill Buljo: The Movie                      | Сид Вислофф    |
| 2009 | ф | Операция «Мёртвый снег»                       | Død snø                                    | зомби          |
| 2010 | ф | Пустые бочки                                  | Tomme tønner                               | Грязный Кнут   |
| 2010 | ф | Курт Йозеф Вагле и легенда о ведьме из фьорда | Kurt Josef Wagle og legenden om fjordheksa | Пабло, озвучка |
| 2013 | ф | Убить Булью 2                                 | Kill Buljo 2                               | Сид Вислофф    |

### Режиссёр
- 2007 — Убить Булью / Kill Buljo: The Movie
- 2009 — Операция «Мёртвый снег» / Død snø
- 2010 — Курт Йозеф Вагле и легенда о ведьме из фьорда / Kurt Josef Wagle og legenden om fjordheksa
- 2013 — Охотники на ведьм / Hansel and Gretel: Witch Hunters
- 2014 — Операция «Мёртвый снег» 2 / Død snø 2
- 2017 — Тайна 7 сестёр / What Happened to Monday
- 2021 — Поездка / I Onde Dager
- 2022 — Жестокая ночь / Violent Night

### Сценарист
- 2007 — Убить Булью / Kill Buljo: The Movie
- 2009 — Операция «Мёртвый снег» / Død snø
- 2010 — Курт Йозеф Вагле и легенда о ведьме из фьорда / Kurt Josef Wagle og legenden om fjordheksa
- 2012 — Адский фьорд / Hellfjord
- 2013 — Охотники на ведьм / Hansel and Gretel: Witch Hunters
- 2013 — Убить Булью 2 / Kill Buljo 2
- 2014 — Операция «Мёртвый снег» 2 / Død snø 2

### Продюсер
- 2007 — Убить Булью / Kill Buljo: The Movie (исполнительный продюсер)
- 2011 — Помогите, мы выпускники! / Hjelp, vi er russ (исполнительный продюсер)
- 2012 — Адский фьорд / Hellfjord (исполнительный продюсер)
- 2013 — Убить Булью 2 / Kill Buljo 2 (исполнительный продюсер)

### Монтажёр
- 2007 — Убить Булью / Kill Buljo: The Movie
- 2010 — Курт Йозеф Вагле и легенда о ведьме из фьорда / Kurt Josef Wagle og legenden om fjordheksa